# Lillafüredi tanösvény

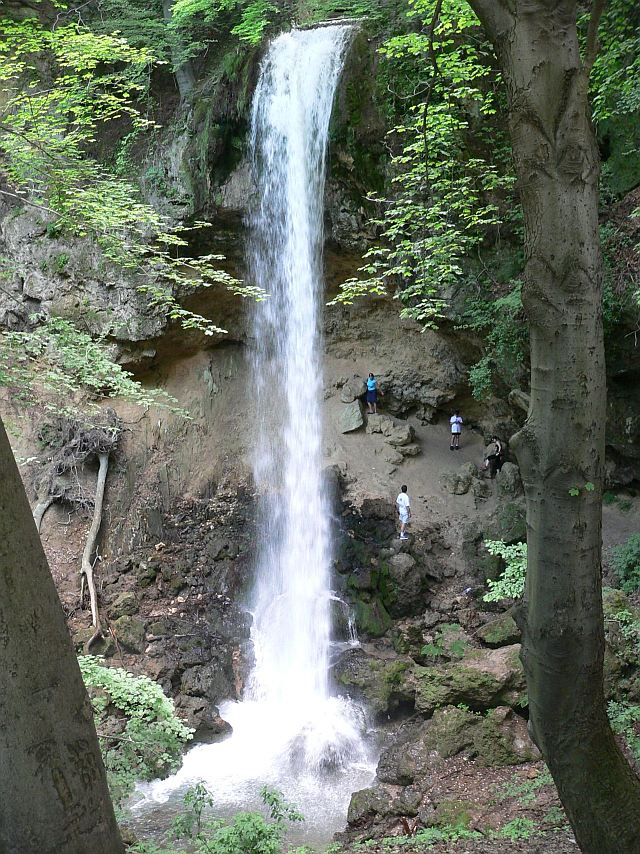
A Szinva vízesése

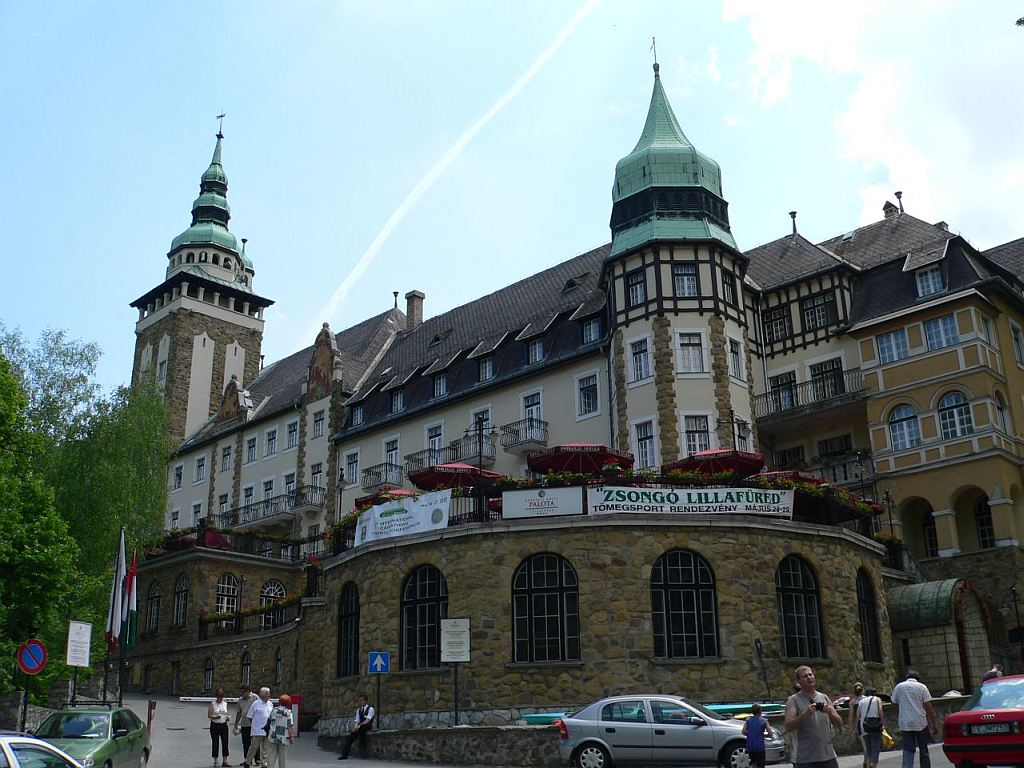
A Palotaszálló északi homlokzata

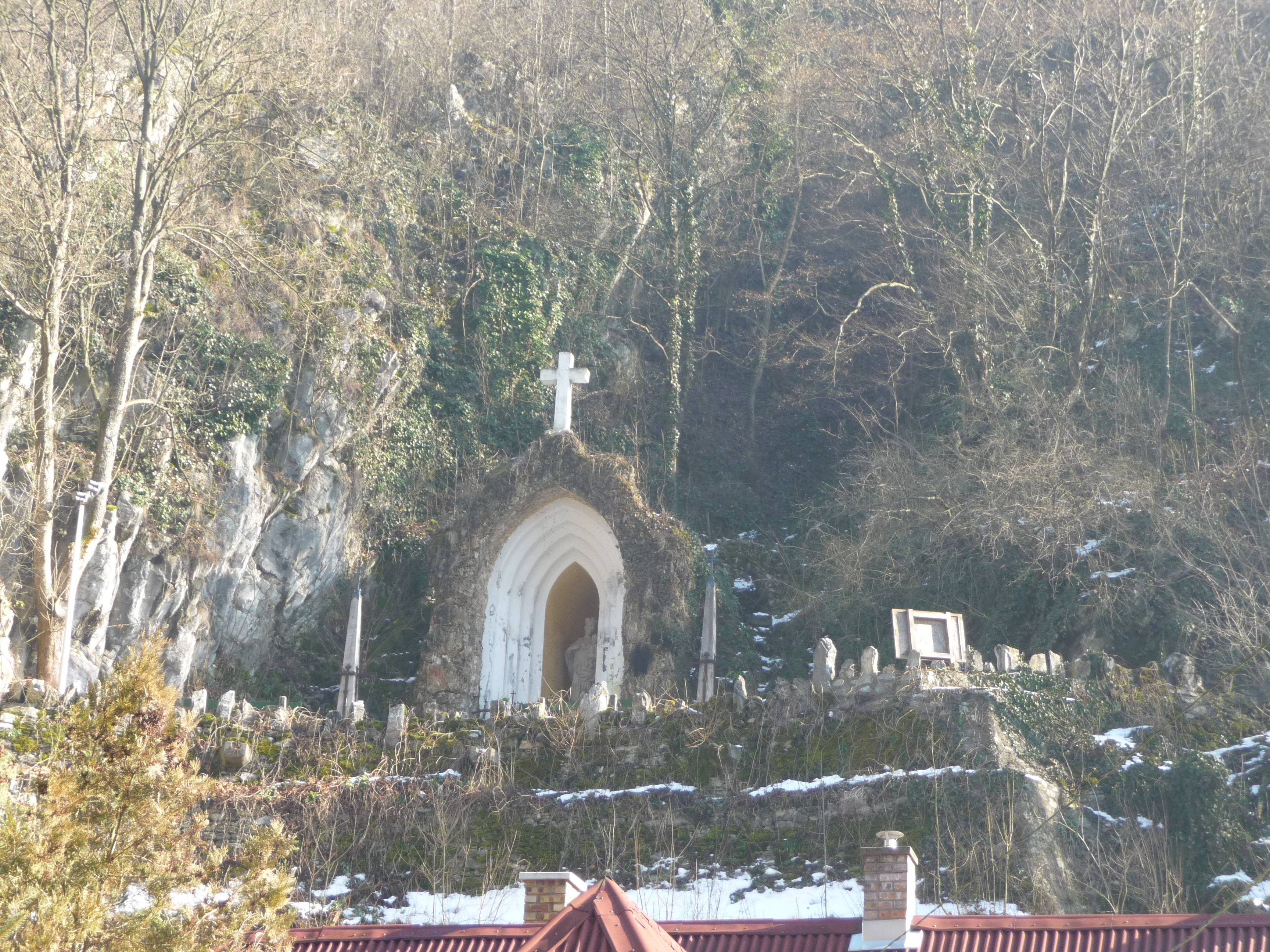
A Patrona Hungariae szoborfülke a Szinva-völgy oldalában

A lillafüredi tanösvény a városrész helytörténeti nevezetességeit és természeti értékeit mutatja be. Az állomások ismertetik:
- a 20 méter magasból lezuhogó Szinva-vízesést,
- a Palotaszálló alatti, az Anna-barlangot rejtő édesvízi mészkő (mésztufa) keletkezését,
- a Palotaszálló történetét,
- a Lillafüredi Állami Erdei Vasút történetét,
- a „Lourdes-i barlang” kegyhelyet,
- a Limpiászi keresztnél kialakított Tábori oltár létrehozásának körülményeit,

valamint a környék földtani képződményeit, élőhelyeit.
Az ösvényt a miskolci székhelyű Lillafüred Alapítvány alakította ki; kódjele: B-27.
A Szinva völgyében a patak jobb partján, illetve helyenként a hegyoldalban vezető ösvény a Palotaszálló alól, az Anna-barlangtól indul. A Szent István-barlanggal átellenben a hegyoldalba felkapaszkodva érinti a Patrona Hungariae szoborfülkét, majd a Limpiászi keresztet, és úgy ereszkedik vissza a patak völgyébe. Felső végpontja a sípálya alatti parkolóban van.
Az útvonal hossza 2 kilométer, ami kényelmes tempóban sétálva, nézelődve körülbelül egy óra alatt tehető meg. Az úton hat állomást alakítottak ki tájékoztató táblákkal. A tájékozódás segítésére jelzést nem festettek fel.